# Ненад Окановић
Ненад Окановић (Краљево, 8. септембар 1980) српски је глумац и телевизијски водитељ.

## Биографија
Рођен је у Краљеву 8. септембра 1980. године, а детињство и младост провео је у Врхопољу у Љубовији. За пријемни испит на студијама глуме спремао га је Данило Лазовић. Глуму је дипломирао на Академији уметности у Београду 2003. године у класи Мирјане Карановић, а пажњу јавности привукао је улогом Сина Драгана у серији Село гори, а баба се чешља.
Глумио је у представама “Паклена поморанџа”, “Лептирица”, “Злочин и казна”, “Шест лица тражи писца” (Иван Церовић), “Хобит” (Кокан Младеновић), “Жабар” и филмовима “Вир”, “Гуча!” “Јагода у супермаркету” и “Лавиринт”.
Води недељни квиз Ја волим Србију на РТС- у, заједно са Нелетом Карајлићем.
Поред глуме, Ненад Окановић је и сувласник у фирми која се бави производњом еколошког горива. 
Ожењен је Жељаном, девојком из гимназијских дана са којом има двоје деце.

## Филмографија
| Год.       | Назив                               | Улога                       |
| ---------- | ----------------------------------- | --------------------------- |
| 2000-е     |                                     |                             |
| 2002.      | Породично благо (серија)            | Поручник Јован Стевановић   |
| 2002.      | Лавиринт                            | Ћелавац 2                   |
| 2002.      | Лавиринт (серија)                   | Ћелавац 2                   |
| 2003.      | Јагода у супермаркету               |                             |
| 2003.      | Казнени простор (серија)            | Бескућник 1                 |
| 2003.      | Лисице (серија)                     | Гост у кафићу (11. епизода) |
| 2006.      | Гуча!                               | Грашак                      |
| 2007—2017. | Село гори, а баба се чешља (серија) | Син Драган                  |
| 2009.      | Село гори... и тако                 | Драган                      |
| 2010-е     |                                     |                             |
| 2010.      | Мртав човек не штуца (кратки филм)  | Жабац                       |
| 2011.      | Мешано месо (серија)                | Марко Краљевић              |
| 2011.      | Нова Година у Петловцу              | Драган                      |
| 2012.      | Вир                                 | Гроф                        |
| 2013.      | Равна Гора (серија)                 | Милисав Јањић               |
| 2014.      | Једнаки (сегмент Катарина)          |                             |
| 2014.      | На прљавом трагу (серија)           | Џамби ; Колекционар         |
| 2015.      | Отворени кавез                      | Џеки                        |
| 2015.      | За краља и отаџбину                 | Милисав Јањић               |
| 2016.      | Браћа по бабине линије (серија)     | Син Драган                  |
| 2017.      | Први сервис (серија)                | Таса Тигар                  |
| 2017.      | Bon voyage (кратки филм)            | Возач                       |
| 2018.      | Ургентни центар (серија)            | Лик                         |
| 2016—2020. | Убице мог оца (серија)              | Петар Копчалић Пера         |
| 2018.      | Заспанка за војнике                 | Таса                        |
| 2019.      | Заспанка за војнике (мини-серија)   | Таса                        |
| 2019—2020. | Државни службеник (серија)          | Пера / Копчалић             |
| 2019.      | Шифра Деспот (серија)               | Бен Окан ал Ахра            |
| 2019.      | Сенке над Балканом (серија)         | Бата Рака                   |
| 2020-е     |                                     |                             |
| 2020.      | Школа на селу (ТВ филм)             |                             |
| 2021.      | Дрим тим (серија)                   | Друг Сава                   |
| 2022.      | Сложна браћа: Нова генерација       | Бомба                       |
| 2022.      | Бунар (серија)                      |                             |
| 2023.      | Буди Бог с нама                     | Драган Вукотић              |
| 2023.      | Јорговани                           |                             |
| 2023.      | Што се боре мисли моје              |                             |

1. ↑  [1][2][3][4][5]